# إبراهيم الحبلين
إبراهيم سليمان حمد الحبلين المعروف أيضا باسم «أبو جبل» جهادي سعودي خبير في المتفجرات ينتمي إلى كتائب عبد الله عزام.

## ولادته ونشاته
بريدة في 25/10/1407هـ.